# Agelena howelli
Agelena howelli är en spindelart som beskrevs av Benoit 1978. Agelena howelli ingår i släktet Agelena och familjen trattspindlar.
Artens utbredningsområde är Tanzania. Inga underarter finns listade i Catalogue of Life.